# Chūō-ku (Sagamihara)
Chūō-ku (中央区?) è uno dei tre quartieri amministrativi della città di Sagamihara, in Giappone.